# Lázaro Ibarreche
Lázaro Ibarreche fue un futbolista español. Muy joven se fue a México, iniciando su carrera futbolística. Jugó toda su carrera en el Real Club España, con el que ganó 5 títulos de goleo individual y fue campeón de Liga en las temporadas 1915-1916, 1916-1917, 1918-1919 y 1919-1920. No obstante, para 1921 su suerte cambió, pues en un lapso de 3 años sólo jugó 6 partidos y anotó 2 goles, retirándose en 1923. Falleció en Valmaseda, Vizcaya cerca de 1950, siendo tío de Martín Ibarreche, quien también fue futbolista entre 1960 y 1977 jugando para el Club Toluca, Club América y Puebla Fútbol Club.

## Clubs como jugador
- Real Club España (1912 - 1923)

## Logros

### En equipo
- Liga Amateur del Distrito Federal (4): 1915-1916, 1916-1917, 1918-1919 y 1919-1920.

### Individuales
- Campeón de goleo (5): 1915-1916, 1916-1917, 1917-1918, 1918-1919 y 1919-1920.

- Datos: Q1229707